# چاوک یلسکی
چاوک یلسکی (نام علمی: Ochthoeca jelskii) نام یک گونه از سرده چاوک‌ها است.